# Monobloco

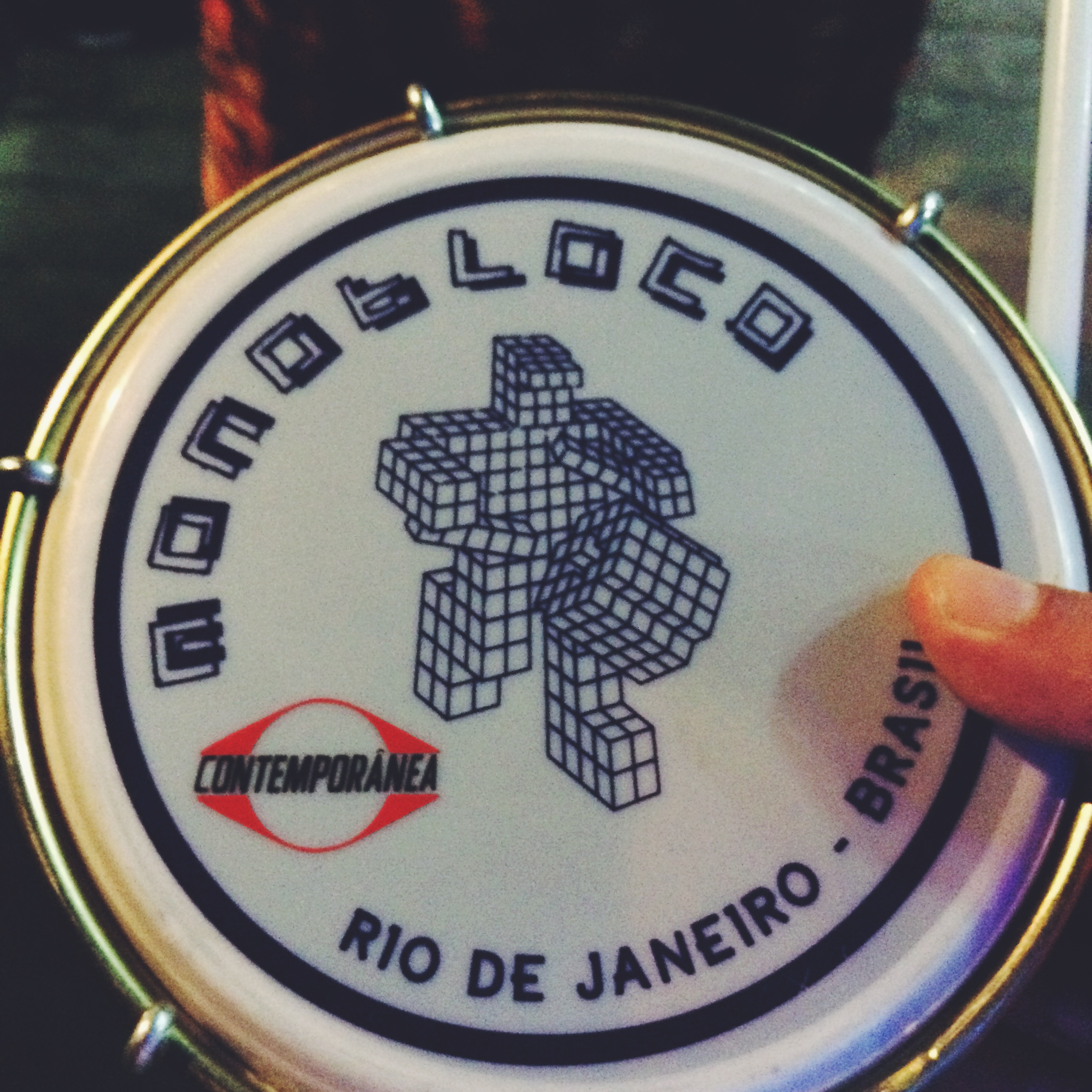
Un pandeiro de Monobloco avec le symbole du bloco.

Monobloco est un bloco brésilien originaire de Rio de Janeiro. Il a été fondé[Quand ?] par le musicien Pedro Luiz. Contrairement à la plupart des blocos, qui tendent à jouer uniquement de la samba, Monobloco se distingue en intégrant des sons empruntés à différents styles musicaux comme le coco, ciranda, marcha, xote, samba-charme, la samba-rock et le samba-funk. 
Monobloco est aujourd’hui[Quand ?] le second bloco le plus populaire du carnaval de Rio[réf. souhaitée].